# D10 (Val-de-Marne)
De D10 is een departementale weg in het Franse departement Val-de-Marne ten oostzuidoosten van Parijs.
De weg bestaat momenteel uit twee delen: een deel dat in Bonneuil-sur-Marne begint en een deel dat in Villiers-sur-Marne eindigt. Er zijn plannen om de stukken aaneen te hechten.